# Monika Kryemadhi
Monika Kryemadhi, née le 9 avril 1974 à Tirana, est une femme politique albanaise, membre du Parlement et ancienne dirigeante du parti du Mouvement socialiste pour l'intégration. Elle est également l'épouse de l'ancien président albanais Ilir Meta.
Monika Kryemadhi refuse le poste de Première Dame d'Albanie, déléguant le rôle à sa fille aînée, Bora.

## Biographie

### Jeunesse et éducation
Monika Kryemadhi naît le 9 avril 1974 à Tirana. En 1992, elle commence ses études à la Faculté des sciences naturelles dans la branche biochimie. En 1999, elle poursuite ses études au Centre George Marshall à Garmisch-Partenkirchen dans le domaine des politiques de sécurité régionale. Elle obtient par la suite un Master of Business Administration à l'Université de Tirana, au sein de la faculté d'économie, en coopération avec l'Université du Nebraska. Elle effectue également d'autres études de troisième cycle et obtient un doctorat à la Faculté d'économie de l'Université de Tirana.
Elle est mariée à Ilir Meta et a trois enfants : Bora, Besar et Era Metaj.

### Politique
Monika Kryemadhi est membre du Parti socialiste de décembre 1991 à septembre 2004. De 2001 à 2005, elle est membre du Parlement albanais.
Elle est également sélectionnée deux fois au conseil municipal de Tirana au sein duquel elle est élue secrétaire de la délégation des collectivités locales auprès du Conseil de l'Europe. En septembre 2004, elle est l'une des fondatrices du Mouvement socialiste pour l'intégration.

#### Depuis 2017
Le 5 juillet 2017, Monika Kryemadhi devient le chef du Mouvement socialiste pour l'intégration. Bien qu'elle soit l'épouse du président Ilir Meta, elle refuse d'assumer le poste honorifique de première dame (en) d'Albanie, et concède le poste à leur fille aînée. Le 25 juillet 2022, Ilir Meta prend la direction du Mouvement socialiste pour l'intégration après la fin de son mandat de président.
Monika Kryemadhi siège également actuellement au Parlement albanais en tant que représentante de Fier.

### Controverse
En octobre 2018, de nombreuses personnalités publiques et politiques en Albanie sont impliquées dans un énorme scandale de plagiat concernant leurs thèses de maîtrise et de doctorat. La dénonciation des cas de plagiat est lancée par Taulant Muka, un jeune épidémiologiste formé aux Pays-Bas, qui mène une croisade contre les "faux" doctorats détenus par de nombreuses personnalités politiques et fonctionnaires. Ce scandale, entre autres, déclenche des protestations (en) à l'échelle nationale de la part des étudiants des universités publiques, exigeant une vérification de tous les titres universitaires détenus par des personnalités publiques, des représentants de l'État et des politiciens.

### Vie personnelle
En 2019, Monika Kryemadhi révèle qu'on lui a diagnostiqué un cancer de l'utérus et qu'elle a subi une intervention chirurgicale pour retirer une masse. En 2019, elle est complètement guérie.